# Stanisław Sasorski
Stanisław Maksymilian Sasorski (ur. 8 października 1887 w Kumaczu, zm. 25 grudnia 1942) – polski działacz niepodległościowy i społeczny, dziennikarz i publicysta.

## Życiorys
Urodził się 8 października 1887 w Kumaczu, w rodzinie Wojciecha (zm. 1931) i Kazimiery z Mańczukowskich. Ukończył studia na wydziale filozoficznym Uniwersytetu Jana Kazimierza we Lwowie. Był jednym z twórców i kierowników Organizacji Młodzieży Niepodległościowej Zarzewie, współtwórcą struktur Zjednoczenia Narodowego w Lublinie, a także sekretarzem generalnym Zakładu Ubezpieczeń Społecznych, dyrektorem oddziału ZUS w Poznaniu, a we wrześniu 1939 oddziału w Warszawie.
Był wydawcą i redaktorem organu Organizacji Młodzieży Niepodległościowej Zarzewie, Głosu Lubelskiego (1919–1921), miesięcznika polityczno-gospodarczego Drogi Polski (1922–1924), organu Zarządu Głównego Stowarzyszenia Urzędników Państwowych Życie urzędnicze (1924) oraz współzałożycielem Głosu Ziemi Chełmskiej. 20 stycznia 1938 został wybrany członkiem rady głównej Towarzystwa Pracy Społeczno-Gospodarczej.
Od 2 czerwca 1929 był mężem Marii Pascal.

## Ordery i odznaczenia
- Krzyż Niepodległości (9 listopada 1931)[9]
- Złoty Krzyż Zasługi (dwukrotnie: po raz drugi 25 lutego 1939[10])

## Publikacje
- Z zagadnień kontroli państwowej, Warszawa 1927.
- Podstawy rewizji ustawy o zaopatrzeniu emerytalnem, Warszawa 1930.
- Popularyzacja ubezpieczeń społecznych, Warszawa 1938.